# Katholikos
Katholikos (grekiska καθολικός) är en titel som används av en patriark. Att vara katholikos i en ortodox eller katolsk kyrka motsvarar ofta att vara biskop i en protestantisk kyrka.
I följande kyrkor kallas ledaren Katholikos:
- Österns assyriska kyrka